# Príncipe de Asturias (R11)
Príncipe de Asturias (R11) er et hangarskib, flagskib i Armada Española. Skibet blev bygget på Bazán-værftet (Nu Navantia) og leveret til den spanske flåde den 30. maj 1988.
Spanien har benyttet hangarskibe siden 1920'erne. Det første var søflytenderen SPS Dédalo (1922-1940). Senere blev det lette hangarskib USS Cabot købt af US Navy i 1967 og omdøbt Dédalo. Dédalo blev erstattet som flådens flagskib af Principe de Asturias i 1988.
Skibet er hjørnestenen i den permanente spanske Task group Alpha, som også består af fem fregatter af Álvaro de Bazán-klassen. Andre fartøjer, såsom korvetter og deciderede støttefartøjer bliver tilknyttet gruppen efter behov. Principe de Asturias og Alpha gruppen har blandt andet deltaget i fredsbevarende operationer i Adriaterhavet.

## Design
Designet er basalt set det samme som det amerikanske Sea Control Ship design fra 1970'erne, modificeret således at V/STOL fly kan lande og lette fra skibet. Skibet blev bygget af Bazán-værftet (senere Empresa Nacional Bazán, nu Navantia) på værftet i Ferrol. Principe de Asturias blev leveret til flåden den 30. maj 1988. Konstruktionen blev startet elleve år tidligere den 29. maj 1977. Ved en ceremoni den 22. maj 1982, overså kong Juan Carlos af Spanien, søsætningen sammen med dronning Sofía af Spanien, der havde rollen som skibets gudmor. Skibet begyndte sine søprøver i november 1987.
Det thailandske hangarskib HTMS Chakri Naruebet fra 1997 er baseret på det spanske skibs design.

## Bevæbning
Skibes selvforsvar består af fire Meroka CIWS, to Rheinmetall 37 mm maskinkanoner og seks SBROC missilvildledningssystemer. Skibet er ikke udrustet med langtrækkende våbensystemer, her benyttes i stedet skibes fly. Til forsvar mod ubåde benyttes skibets helikoptere.

## Fly
Skibet er i stand til at underbringe AV-8B Harrier II Bravo eller AV-8B Harrier II Plus kampfly. Harrierne er bevæbnet med AIM-9 Sidewinder, AIM-120 AMRAAM, AGM-88 HARM, AGM-65 Maverick samt GAU-12 maskinkanon. Hangarskibet har også faciliteter til at kunne understøtte helikoptere såsom Sikorsky Sea King SH-3H (benyttes blandt andet som AWACS og til ASW) og Agusta AB-212.
Skibet kan medbringe op til 29 fly og helikopere, 12 på dækket og 17 i hangaren under dæk. Hangaren, som måler 2.398 m², har forbindelse til flydækket via to elevatorer. Flydækket på 5.100 m² er 176 meter langt. Skibet er udstyret med det karakteristiske "skihop" for enden af flydækket som bruges når Harrierne skal lette.

## Nyt skib
Amfibie-helikopterskibet Juan Carlos I blev søsat den 10. marts 2008. Skibet, som er klassificeret som et 'Buque de Proyección Estratégica' (Strategisk Projektionsskib), vil hovedsageligt blive benyttet som et hangarskib til støtte for amfibieoperationer med det Infanteria de Marina. Skibet forventes at indgå i tjeneste i 2011.

## Eksterne links
- Wikimedia Commons har flere filer relateret til Príncipe de Asturias (R11)
- naval-technology.com (engelsk)
- NATO photo Ref. no.: 16474-27, 893Kb (engelsk)
- BUQUESDEGUERRA.TK Arkiveret 24. august 2009 hos  Wayback Machine (spansk)

36°37′12″N 6°19′54″V / 36.619886°N 6.331671°V